# United States Sailing Association
Der United States Sailing Association (US Sailing) ist der nationale Segelverband der Vereinigten Staaten von Amerika. Er hat vertritt die USA im Weltdachverband für Segelsport (World Sailing) und ist verantwortlich für die Auswahl der US-amerikanischen Segelmannschaft für die Olympischen Spiele.

## Geschichte
Der jetzige Segelverband wurde am 30. Oktober 1897 als North American Yacht Racing Union von sechs Vereinen und Verbänden aus den Vereinigten Staaten und Kanada gegründet. Gründungerorganisationen waren:
- Inter-Lake Yachting Association
- New York Racing Association
- Pacific Inter-Club Yacht Association
- Yacht Racing Association of Long Island Sound
- Yacht Racing Association in Massachusetts
- Royal St. Lawrence Yacht Club

Ziel war es den Segelsport zu fördern und die Regattaregeln zu vereinheitlichen. Nachdem Versuche einer Vereinheitlichung mit dem britischen Yacht Racing Association erfolglos waren, wurde der Verband inaktiv. 1927 wurde ein neuer Versuch, diesmal in Zusammenarbeit mit der International Yacht Racing Union, dem heutigen Weltdachverband gestartet und der Verband wurde wieder aktiv.
Bereits 1931 hatte sich ein eigenständiger kanadischer Segelverband die Canadian Yachting Association (CYA) gebildet, der nordamerikanische Verband blieb aber bestehen. Die Entwicklung im Segelsport in den 1970er-Jahren machten einen eigenständigen US-Verband notwendig. Die Umsetzung des Amateur Sports Act of 1978 und damit die Stärkung des United States Olympic Committee sicherten dem Verband das Recht, die Segelmannschaft für die Olympischen Spiele auswählen zu dürfen. Letztendlich wurde der Verband in den 1990er in die United States Sailing Association umbenannt.

### Präsidenten
Der Verband wird, wie nach US-amerikanischen Recht üblich, von einem Board of Directors geleitet, dessen Vorsitzender der Präsident ist:
- 1897–1898: Oliver E. Cromwell
- 1925–1935: Clifford D. Mallory
- 1936–1941: Phillip J. Roosevelt
- 1942–1949: Clifford H. Crane
- 1950–1956: Henry S. Morgan
- 1957–1961: J. Amory Jeffries
- 1962–1966: George R. Hinman
- 1967–1971: Robert N. Bavier Jr.
- 1972–1974: James Michael
- 1975–1977: Lynn G. Stedman Jr.
- 1978–1979: Richard S. Latham
- 1980–1982: Harman Hawkins
- 1983–1985: Charles M. Kober
- 1986–1988: William H. Lynn
- 1989–1991: William C. Martin
- 1992–1994: Robert H. Hobbs
- 1995–1997: David H. Irish
- 1998–2001: James P. Muldoon
- 2001–2003: David Rosekrans
- 2004–2006: Janet C. Baxter
- 2007–2009: James B. Capron
- 2010–2012: Gary A. Jobson
- 2012–2015: Thomas Hubbell
- 2015–2018: Bruce J. Burton
- seit 2018: Cory Sertl

## Ausbildung und Zertifikate
Der Verband bildet Segellehrer aus und zertifiziert Segelschulen nach dem verbandseigenen Ausbildungssystem, welches Qualifikationen für Motor- und Segelboot ermöglicht. Es gibt Ausbildungsprogramme für Kinder, Jugendliche und für Erwachsene.
Grundsätzlich ist in den USA für das Führen von Sportbooten keine Erlaubnis notwendig, für Leistungsstärkere Boote ist eine Fortbildung wie die Boaters Education Card abzulegen. Für das gewerbliche Führen von Sportbooten ist ein staatliches Patent der United States Coast Guard zu erwerben. Deshalb sind die Zertifikate, bis auf die Boaters Education Card, der United States Sailing Association oder konkurrierenden American Sailing Association keine staatlich anerkannten Scheine, sondern bescheinigen die Qualifikation.

### Motorboote
- Boaters Education Card
- Safe Powerboat Handling Certificate
- Basic Powerboat Cruising Certification
- Inshore Powerboat Cruising Certification
- Night Operation Endorsement
- Safety and Rescue Boat Handling Certificate
- Mark-Set Boat Handling Certificate

### Segelboote
- Basic Keelboat Certification
- Performance Sailing Certification
- Basic Cruising Certification
- Bareboat Cruising Certification
- Coastal Passage Making Certification
- Offshore Passage Making Certification
- Coastal Navigation Certification
- Celestial Navigation Certification
- Catamaran Endorsement